# Alessandro Diamanti
Alessandro Diamanti (ur. 2 maja 1983 w Prato) – włoski piłkarz występujący na pozycji napastnika w klubie Livorno. Wychowanek Prato, w swojej karierze grał także w takich zespołach jak Empoli FC, Fucecchio, ACF Fiorentina, AlbinoLeffe, Livorno, West Ham United, Brescia, Bologna FC, Perugia oraz Watford. Były reprezentant Włoch.